# Вацманн (картина)
«Вацманн» (нем. Der Watzmann) — картина, написанная немецким художником Каспаром Давидом Фридрихом в период с 1824 по 1825 год. Произведение представляет собой пейзаж горы Вацманн, находящейся в Баварии. Картина является романтическим произведением.
В настоящее время пейзаж находится в Старой национальной галерее (нем. Alte Nationalgalerie), расположенной на Музейном острове в Берлине.

## История создания и описание
В основу пейзажа лег этюд с натуры, написанный учеником Фридриха Августом Генрихом во время путешествия на гору Вацман, которое он совершил незадолго до смерти в 1822 году. Однако, сравнивая картину Фридриха с этюдом, можно заметить, что мастер схематизировал композицию с помощью геометрических обобщений и значительно увеличил размер горы. Вторая запечатленная здесь вершина — это гора Эрдберкопф в Гарце, эскиз которой сам Фридрих сделал с натуры в 1811 году.

## Символизм картины
В процессе работы над картинами Фридрих часто обращается к эскизам, выполненным раньше, а также к своей фантазии художника. Такой подход объясняет, почему в его пейзажах иногда встречаются элементы и формы природы, которых никогда не было в действительности, что мы и видим в картине «Вацманн». За скалами на переднем плане видны долины, покрытые богатой растительностью — пейзаж не реальный, однако здесь нет ошибки художника, как раз наоборот — композиция картины выстроена четко. Система поднимающихся вверх диагоналей, определяемая склонами гор, позволяет зрителю совершить «восхождение» — от цветов и деревьев, которые живут и умирают, к заснеженным вершинам гор, символизирующим вечность. Игра светотеней на переднем плане — аллегорическое воплощение мирской суеты, расщелины и обрывы — это интриги и опасности на жизненном пути, а ель в центре — символ никогда не иссякающей веры. По мере чередования планов от ближнего к дальнему внимание зрителя все больше концентрируется на самой высокой точке — вершине покоя и духовности. Картина «Вацманн» ещё раз доказывает, что пейзажи Фридриха — не просто отображение природы, основанное на точном её воспроизведении, а оригинальное творение, раскрывающее внутренний мир художника.

## Провенанс
В 1832 году картину приобрел сенатор Бундестага Карл Фридрих Погге фон Грайфсвальд, а затем Адольф Густав Бартольд Георг фон Прессентин, проживавший в Ростоке. После смерти фон Прессентина ее приобрел Мартин Брунн, еврейский коллекционер произведений искусства, проживавший в Берлине. Нацистские расовые законы вынудили его бежать из Германии, и в 1937 году он продал ее Старой национальной галерее в Берлине за 25 000 рейхсмарок, чтобы профинансировать побег своей семьи в США. В 2002 году Фонд прусского культурного наследия и наследники Брунна достигли компромисса, согласно которому DekaBank получил разрешение выкупить картину у его наследников по цене ниже рыночной, а затем передать ее в Национальную галерею.